# الیس، استوریاس
الیس، استوریاس (به اسپانیایی: Alles, Asturias) یک منطقهٔ مسکونی در اسپانیا است که در آستوریاس واقع شده‌است.